# La Rancune
Pour les articles homonymes, voir The Visit et Rancune (homonymie).
Pour plus de détails, voir Fiche technique et Distribution.
La Rancune (The Visit) est un film américano-ouest-germano-italo-français réalisé par Bernhard Wicki et sorti en 1964.

## Synopsis
Karla Zachanassian, qui fut jadis une jeune pauvresse ignominieusement chassée de la petite ville de Guellen, y revient fortune faite pour se venger de Serge Miller, son amant qui l’a bafouée et abandonnée enceinte. Karla va exploiter le marasme financier de la cité pour corrompre élus et habitants et obtenir la disgrâce de Serge.

## Fiche technique
- Titre original : The Visit
- Titre français : La Rancune
- Réalisation : Bernhard Wicki
- Scénario : Ben Barzman, Maurice Valency d’après la pièce de théâtre de Friedrich Dürrenmatt, La Visite de la vieille dame (Der Besuch der alten Dame, 1956)
- Décors : Léon Barsacq
- Costumes : René Hubert
- Photographie : Armando Nannuzzi
- Son : Jacques Maumont
- Montage : Samuel E. Beetley, Françoise Diot
- Musique : Hans-Martin Majewski, Richard Arnell
- Production : Anthony Quinn
- Sociétés de production : Deutsche Fox (Allemagne), Twentieth Century Fox (États-Unis), Les Films du Siècle (France), Dear Film Produzione (Italie)
- Société de distribution : Twentieth Century Fox (France)
- Pays de production :  Allemagne de l'Ouest,  États-Unis,  France,  Italie
- Langues de tournage : anglais, français
- Tournage extérieur : Capranica (Italie)
- Format : 35 mm — noir et blanc — 2.35:1 CinemaScope — son monophonique
- Genre : drame
- Durée : 102 minutes
- Date de sortie : 
  - France : 6 mai 1964 au Festival de Cannes
- (fr) Classification CNC : tous publics (visa d'exploitation no 28079 délivré le 23 juillet 1964)
- Affiches : Raymond Elseviers (Belgique), Vanni Tealdi (France)

## Distribution
- Ingrid Bergman : Karla Zachanassian
- Anthony Quinn  (VF : Jean Davy) : Serge Miller
- Irina Demick : Anya
- Paolo Stoppa  (VF : Pierre Gay) : le docteur
- Hans Christian Blech  (VF : Raymond Loyer) : le capitaine Dobrik
- Romolo Valli : le peintre
- Valentina Cortese : Mathilda Miller
- Claude Dauphin : Bardick
- Eduardo Ciannelli : l'aubergiste
- Jacques Dufilho : Fisch
- Fausto Tozzi  (VF : Marcel Bozzuffi) : Ludwig Darvis
- Richard Münch : le maître
- Ernst Schröder  (VF : Jean-Claude Michel) : le maire
- Renzo Palmer  (VF : Henri Djanik) : le conducteur du train
- Dante Maggio (VF : Jean Violette)  : Joseph Cadek

## Distinctions

### Nominations
- Festival de Cannes 1964 : sélection officielle en compétition[1].
- Oscars 1965 : René Hubert nommé pour l'Oscar de la meilleure création de costumes d'un film en noir et blanc.